# أمينة المريني الوهابي
أمينة لمريني الوهابي ولدت في 14 سبتمبر 1952 في الناظور هي ناشطة مغربية في مجال حقوق الإنسان وحقوق المرأة، عضو مؤسس للجمعية الديمقراطية لنساء المغرب ورئيسة الهيئة العليا للإعلام السمعي البصري في المغرب منذ عام 2012.

## السيرة الذاتية

### مشوارها المهني
بعد حصولها على شهادة البكالوريا عام 1970 وشهادة الإجازة عام 1975، قضت لمريني سنة في المدرسة العليا للأساتذة (ENS)، حيث تخرجت لتصبح أستاذة. عملت بموجبها تباعًا في الدار البيضاء، قبل أن تنتقل إلى مدينة بني ملال في منطقة سوق السبت أولاد النمة حيث عملت لمدة عشر سنوات ثم تحط رحالها أخيراً في مدينة سلا.
بعد ذلك، شاركت لمريني في امتحان الدخول إلى مركز تدريب مفتشي التعليم الثانوي الذي تخرجت منه بتفوق لتعمل مدة سنة كمفتش رئيسي للتعليم الوطني في مدينة المحمدية، ثم في مدينة الصخيرات - تمارة من 1988 إلى 1990 ، وأخيرا في مدينة سلا ، من 1990 إلى 2012.
في عام 2012، تم تعيينها رئيسة للهيئة العليا للإعلام السمعي البصري في المغرب، والتي نم تغيير اسمها لضمان انفتاحها على التعددية لتصبح مؤسسة دستورية تحت اسم المجلس الأعلى للاتصالات السمعية البصرية. كما أنها قامت بتطوير مشروع لمراقبة النوع في البرامج السمعية البصرية وذلك لتتبع تمثيلية المرأة في الإعلام 

### الالتزام السياسي و الجمعوي
بالموزاة مع دراستها الثانوية انضمت أمينة لمريني إلى حزب التقدم والاشتراكية، ثم إلى الاتحاد الوطني لطلبة المغرب خلال دراستها العليا، كما كانت عضوا في لجنة الرباط التابعة ل«الشباب المغربي للشغل»، المنتسب إلى الاتحاد المغربي للشغل.
أصبحت لمريني عضوًا في اللجنة المركزية لحزب التقدم و الاشتراكية في مؤتمرها الثاني، ثم أول امرأة عضو في المكتب السياسي حيث أصبحت تدريجيًا حساسة بشكل كبير لقضايا حقوق الإنسان وحقوق المرأة.
في عام 1985، شاركت الوهابي في تأسيس الجمعية الديمقراطية لنساء المغرب التي كانت أول رئيسة لها كما أصبحت عام 1988، عضوا مؤسس في المنظمة المغربية لحقوق الإنسان ثم عضوا مؤسس في لجنة دعم تعليم الفتيات الريفيات عام 1997.

## حياتها الخاصة
أمينة لمريني متزوجة ولها ولدان

## عضوية
- عضو مؤسسة للجمعية الديمقراطية لنساء المغرب ورئيستها السابقة.
- عضو مؤسس وعضو سابق في المجلس الوطني للمنظمة المغربية لحقوق الإنسان.
- عضو مؤسس في المنظمة المغربية لحقوق الإنسان.
- عضو مؤسس في لجنة دعم تعليم الفتيات الريفيات.
- عضو في مؤسسة إدريس بنزكري.
- عضو سابق في اللجنة الاستشارية للجهوية
- عضو سابق في المجلس الأعلى للتعليم
- عضو في المجلس الاستشاري لحقوق الإنسان.
- عضو في شبكة حقوق الإنسان الأورومتوسطية
- عضو المجلس الاستشاري الدولي لشبكة الشراكة لتعليم النساء.